# 항산화 물질

항산화 글루타티온의 구조

항산화물질(抗酸化物質, 영어: antioxidant)은 산화를 방지하는 물질들을 두루 가리키는 말이다. 항산화제(抗酸化劑) 또는 산화방지제(酸化防止劑)라고도 한다. 항산화작용을 하는 물질로는 카로티노이드류(베타카로틴, 라이코펜, 루테인), 플라보노이드류(안토시아닌, 카테킨, 레스베라트롤, 프로안토시아니딘), 이소플라본류(제니스테인, 다이드제인), 비타민 C 및 비타민 류, 미네랄, 토코페롤, 셀레늄, 글루타티온 등이 있다. 또한 이런 물질이 많은 식물로는 오레가노 꿀, 블랙커런트, 블루베리, 아로니아속, 아사이야자, 노니 등이 있다.
여기서 항산화는 산화의 억제를 뜻한다. 세포의 노화과정과 그에 대한 예방을 설명할 때 주로 등장하는 개념으로 세포의 노화는 곧 세포의 산화를 의미한다. 호흡하여 몸에 들어온 산소는 몸에 이로운 작용을 하지만 이 과정에서 활성산소가 만들어진다. 지나친 활성산소가 산소를 불안정한 상태에 노출시키는것을 이야기하는데 이는 동물의 몸에 나쁜 영향을 준다. 따라서, 활성산소를 적절히 유지하는 것이 세포의 산화, 세포의 노화를 막는데 주요한 원리로 다루어질 수 있다.

## 생화학 효소
SOD(superoxide dismutase), CAT(catalase), GPx(glutathione peroxidase)같은 생화학 효소들은 활성산소를 제거하는 방어기전을 가지고 있다.

## 같이 보기
- 산화적 인산화
- 항염증제